# Benin na Letnich Igrzyskach Olimpijskich 1988
Benin na Letnich Igrzyskach Olimpijskich 1988 reprezentowało 7 zawodników, 6 mężczyzn i 1 kobieta.

## Skład kadry

### Judo
Mężczyźni
- Daniel Dohou Dossou
  - Waga lekka - 17. miejsce

### Lekkoatletyka
Mężczyźni
- Issa Alassane-Ousséni
  - Bieg na 100 m (odpadł w 1 rundzie eliminacji)
  - Bieg na 200 m (odpadł w 1 rundzie eliminacji)

- José de Souza
  - Bieg na 110 m przez płotki (odpadł w 1 rundzie eliminacji)

- Patrice Mahoulikponto
Fortune Ogouchi
Issa Alassane-Ousséni
Dossou Vignissy
  - Sztafeta 4 x 100 m - 14. miejsce

Kobiety
- Félicite Bada
  - Bieg na 100 m (odpadła w 1 rundzie eliminacji)
  - Bieg na 100 m (odpadła w 1 rundzie eliminacji)